# Sumner (condado de Jefferson, Wisconsin)
Sumner es un pueblo ubicado en el condado de Jefferson en el estado estadounidense de Wisconsin. En el Censo de 2010 tenía una población de 832 habitantes y una densidad poblacional de 10,23 personas por km².

## Geografía
Sumner se encuentra ubicado en las coordenadas 42°53′6″N 88°58′59″O / 42.88500, -88.98306. Según la Oficina del Censo de los Estados Unidos, Sumner tiene una superficie total de 81.31 km², de la cual 42.2 km² corresponden a tierra firme y (48.1%) 39.11 km² es agua.

## Demografía
Según el censo de 2010, había 832 personas residiendo en Sumner. La densidad de población era de 10,23 hab./km². De los 832 habitantes, Sumner estaba compuesto por el 97.72% blancos, el 0.6% eran afroamericanos, el 0.48% eran amerindios, el 0.24% eran asiáticos, el 0% eran isleños del Pacífico, el 0.36% eran de otras razas y el 0.6% pertenecían a dos o más razas. Del total de la población el 1.56% eran hispanos o latinos de cualquier raza.